# Grauender Spei-Täubling
Der Grauende Spei-Täubling oder Graustiel-Spei-Täubling (Russula grisescens, Syn.: R. emetica var. grisescens) ist ein Pilz aus der Familie der Täublingsverwandten. Es handelt sich um einen kleinen bis mittelgroßen, rothütigen Täubling mit weißlichen Lamellen und einem rein weißen Sporenpulver. Sein Stiel ist weich bis schwammig und wird im Alter grau. Der seltene, scharf schmeckende Pilz bevorzugt feuchte Standorte wie Hochmoore und Moorwälder. Die Fruchtkörper wachsen oft inmitten von Torfmoos und erscheinen meist im Sommer.

## Merkmale

### Makroskopische Merkmale
Der Hut ist (3–) 4–7 (–8) cm breit, jung halbkugelig, später gewölbt bis abgeflacht und in der Mitte niedergedrückt. Die Hutoberfläche ist glatt, im trockenen Zustand matt und bei Feuchtigkeit schmierig und glänzend. Der Hut ist lebhaft rot, wobei der Rand etwas heller karminrosa gefärbt ist. Im Alter kann die Mitte leicht ausblassen und bekommt dann einen leicht purpurnen oder gräulichen Schimmer oder wird schmutzig cremeocker wie beim Verblassenden Täubling (R. exalbicans). Der Hutrand ist schwach höckerig gerieft bis gerippt und die Huthaut lässt sich über zwei Drittel weit abziehen. Das Hutfleisch darunter ist weiß.
Die jung weißen und später hell cremefarbenen Lamellen sind schmal angewachsen und nur selten gegabelt. Bisweilen haben sie auch einen leicht gräulichen Schimmer. Die Lamellenschneiden sind glatt und das Sporenpulver ist rein weiß (Ia nach Romagnesi).
Der schwach keulige Stiel ist 4–6(–8) cm lang und 1–1,3 cm breit. Er wird bald weich und schwammig und ist später mehr oder weniger hohl. Die Stielrinde ist fein geadert und jung weiß, im Laufe der Entwicklung neigt der Stiel zum Grauen, wobei zuerst die Adern grauen und später der ganze Stiel.
Das Fleisch ist weiß, riecht schwach fruchtig oder nach Kokosnuss und schmeckt scharf. Mit FeSO4 verfärbt sich das Fleisch rosa und mit Guajak hellgrün. Mit Phenol reagiert das Fleisch rosa.

### Mikroskopische Merkmale
Die rundlichen bis breitelliptischen Sporen sind 7–8,5 (9) µm lang und 6–7,5 µm lang. Der Q-Wert (Quotient aus Sporenlänge und -breite) ist 1,1–1,2. Das Sporenornament besteht aus halbkreisförmig 0,3–0,8 µm hohen Warzen, die sehr unregelmäßig netzig durch dünne Linien und dicke Grate miteinander verbunden sind.
Die keuligen Basidien sind 32–45 µm lang, 11–13 µm breit und viersporig. Die Cheilozystiden auf den Lamellenschneiden messen 50–75 × 10–11 µm, sind spindelig und an der Spitze ausgestülpt oder tragen ein kleines Anhängsel. Die 60–90 µm langen und 10–13 µm breiten Pleurozystiden auf den Lamellenflächen sind ähnlich geformt. Alle Zystiden sind zahlreich und färben sich in Sulfobenzaldehyd schwach grauschwarz an.
Die Huthaut (Hutdeckschicht) besteht aus zylindrischen, teilweise welligen und verzweigten 2–4 µm breiten, septierten Haaren. Die Hyphenwände sind gelatinisiert. Zwischen den haarförmigen Hyphenzellen liegen zahlreiche zylindrische bis keulige und 4,5–8,5 µm breite Pileozystiden, die ein- bis zweifach septiert sind. Mit Sulfobenzaldehyd färben sie sich grauschwarz an.

## Artabgrenzung
Sehr ähnlich ist der Wässrige Moor-Täubling (R. aquosa), der an vergleichbaren Standorten vorkommt und häufig auch ein Begleitpilz des Grauenden Spei-Täublings ist. Er hat ein ähnliches Erscheinungsbild und ebenfalls rein weißes Sporenpulver. Sein Hut ist aber mehr weinrot, hat ein dunkles Zentrum und schmeckt praktisch mild. Einen ähnlich großen und fast gleichfarbigen Hut hat der Kiefern-Spei-Täubling (R. silvestris). Dieser schmeckt sehr scharf und hat einen weißen Stiel, welcher jedoch im Laufe der Entwicklung keine grauende, sondern eine gilbende Tendenz zeigt. Außerdem wächst er bevorzugt an trockeneren Standorten bei Kiefern. Mikroskopisch unterscheidet er sich durch seine größeren Sporen. Auch der Kirschrote Spei-Täubling (R. emetica var. emetica) kann an den gleichen Standorten vorkommen, er schmeckt deutlich brennend scharf und hat ebenfalls keinen grauenden Stiel. Zudem unterscheidet er sich dadurch, dass seine Sporen deutlich kräftigere und höhere Warzen (>0,8 µm) haben.

## Ökologie und Verbreitung
Der Grauende Spei-Täubling ist wie alle Täublinge ein Mykorrhizapilz. Seine wichtigsten Wirtsbäume sind Fichten und Birken. Wahrscheinlich kann er auch mit Kiefern und laut Bon auch mit Weiden eine Partnerschaft eingehen. Man findet den Täubling häufig an feuchten Standorten wie Mooren und an Moorrändern. Er wurde auch in feuchten Fichten-Bergwäldern gefunden. Der Pilz mag saure, feuchte und basen- sowie nährstoffarme Böden. Die Art hat ähnliche Ansprüche wie der Birken-Spei-Täubling oder der Kirschrote Spei-Täubling, weshalb man die Arten häufig auch zusammen finden kann. Die Fruchtkörper erscheinen von Sommer bis Herbst meist im Bergland, häufig inmitten von Torfmoospolstern.
Der Grauende Spei-Täubling ist eine europäische Täublingsart, die besonders in Ost-Frankreich (Vogesen) häufig ist. Auch in Estland wurde der Täubling nachgewiesen. In Deutschland ist er selten und kommt wohl nur in Bayern und Baden-Württemberg vor. Hier findet man ihn vorwiegend in den Alpen, dem Alpenvorland und im Schwarzwald. In den Alpen soll er der häufigste Spei-Täubling sein. In der Schweiz ist der Grauende Spei-Täubling verbreitet, aber nicht häufig. Außerdem kommt der Täubling in Norwegen, Schweden und Finnland vor.

## Systematik
Die Art wurde zuerst von Bon und Gaugué (1975) als Russula emetica var. grisescens beschrieben. 1984 stuft Marti ihn zur Art Russula grisescens herauf. Häufig findet man in der Literatur auch die unkorrekte Schreibweise R. griseascens. Als Synonyme gelten der von Hornicek 1958 beschriebene Russula hydrophila und der von Romagnesi 1985 beschriebene Russula sphagnetorum.

### Infragenerische Systematik
Der Grauende Spei-Täubling wird von Bon in die Untersektion Emeticinae (Syn.: Untersektion Russula) gestellt. Die Untersektion enthält kleinere bis mittelgroße, zerbrechliche Arten mit roten oder rosa Hüten und weißem Sporenpulver, die sehr scharf schmecken. Allerdings sprechen der stark grauende Stiel, der wenig scharfe Geschmack und die Mikromerkmale eher für eine Platzierung in der Untersektion Atropurpurinae. Wegen der rein roten Hutfarbe ohne Purpurtöne und der damit verbundenen Ähnlichkeit zur Artengruppe-Emetica hat Bon den Täubling aber in die Untersektion Emeticinae gestellt. Der Täubling ist wohl am nächsten mit dem Wässrigen Moor-Täubling verwandt.

## Bedeutung
Als scharf schmeckender Pilz gilt der Täubling als ungenießbar.